# Ibi (Spanyolország)
Ibi egy község Spanyolországban, Valencia autonóm közösségben, Alicante tartományban. Lakosainak száma 24 210 fő (2024).

## Földrajz
Az Ibériai-félsziget keleti szélén, 816 méteres tengerszint feletti magasságban található, így az egyik legmagasabban fekvő település az egész tartományban. A Hoya de Castallát alkotó völgyek északnyugati végén, a Monnegre folyó medencéjétől északkeletre található. Szomszédai északon Alcoi, keleten Xixona, délen Castalla és nyugaton Onil községek. 
Északi és északkeleti részét a Biscoi, Teixereta, Cabezo negyed, Cabezo Corbó és Tallada hegyláncok alkotta nagy hegyív határolja. Ennek legmagasabb csúcsa a Menejador 1356 méteres tengerszint feletti magasságával. A hegy a Carrascal de la Fuente Roja természeti parkban található, amely Ibi és Alcoy településekhez tartozik.
Alicantéból és Valenciából az A-7-es autópályán, Madridból pedig az A-31-essel összekötő CV-80-as úton keresztül érhető el.

## Népesség
A település lakosságának változását az alábbi diagram mutatja:
| Lakosok száma | 21 616 | 22 967 | 23 360 | 24 113 | 23 683 | 23 456 | 23 365 | 23 489 | 23 652 | 24 210 |
|               | 2001   | 2004   | 2006   | 2009   | 2011   | 2014   | 2016   | 2019   | 2021   | 2024   |

## Gazdaság
- Az Industrias Climber vállalat hungarocell csomagolóanyagok gyártásával foglalkozik.[2]

## Nevezetességek

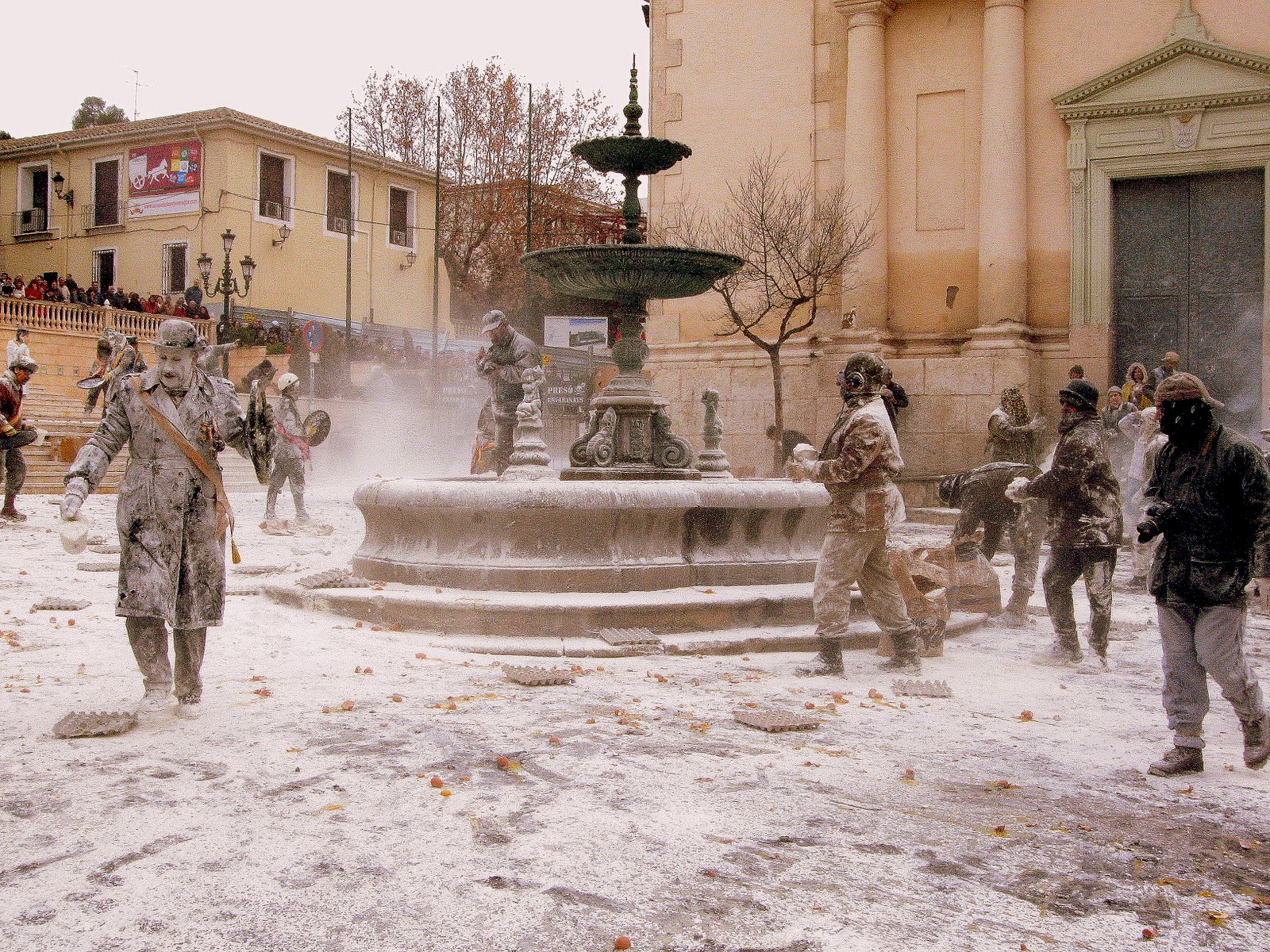
Jelenet a lisztcsatából

Ibi a minden év december 28-án megrendezett lisztcsatáról, az Els Enfarinatsról híres (ez valenciai nyelven annyit tesz: „a belisztezettek”). Ennek a több száz éves hagyománnyal rendelkező fesztiválnak a során eljátsszák, hogy emberek egy csoportja liszt és tojás felhasználásával valóságos háborút vív a polgármester és az őt védők ellen, amelynek végén sikerül megszereznie a város irányítását. Néhány óráig ekkor az általuk hozott „törvények” érvényesek, de aztán végül visszakapja a hatalmat a valódi városvezetés. A „puccsisták” által kivetett bírságok összegét később jótékony célokra fordítják. Az 1950-es évektől sokáig nem rendezték meg a fesztivált, de 1981-től kezdve ismét évente megtartják.

## Képek

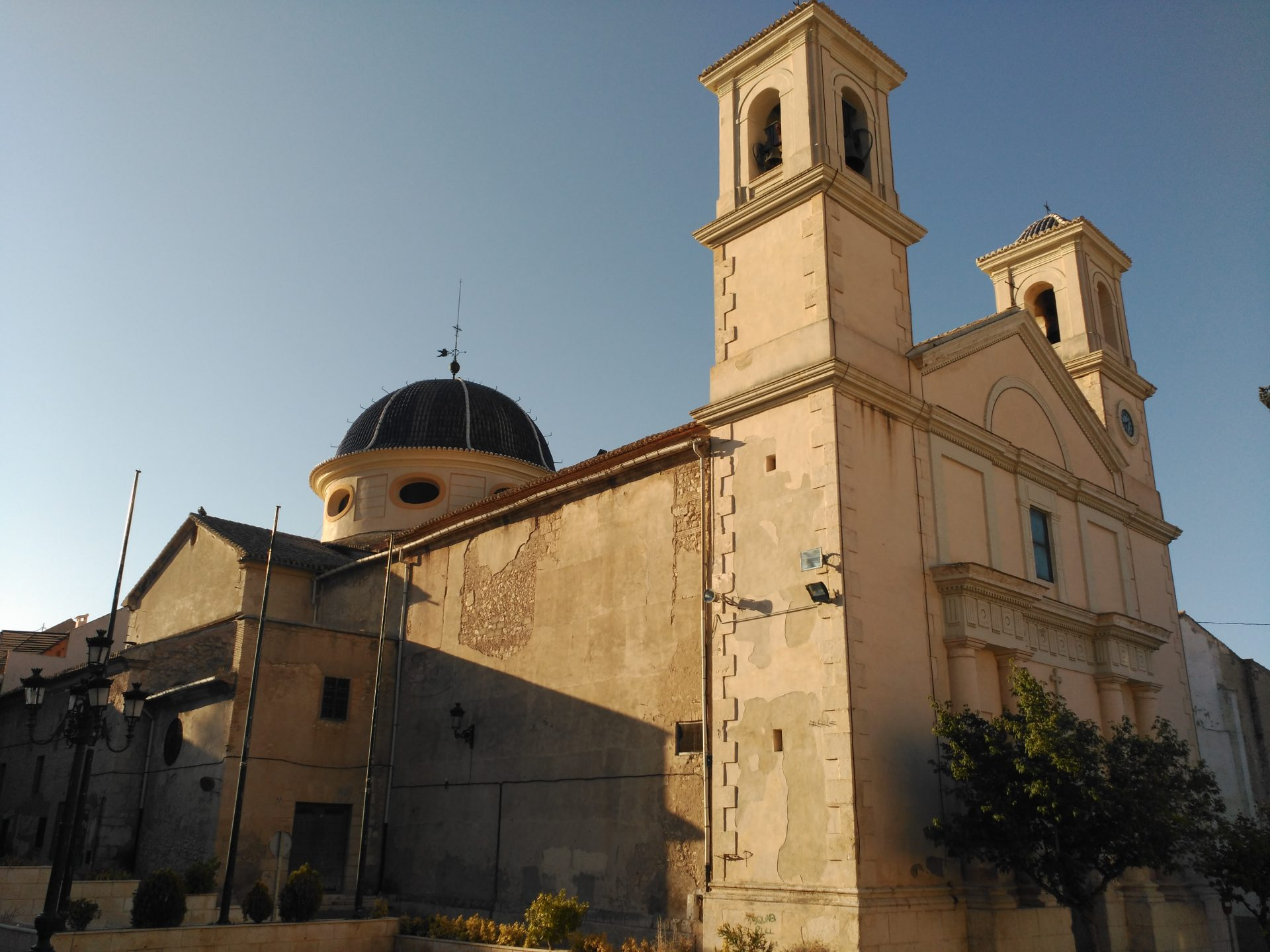
Az Úr színeváltozása templom
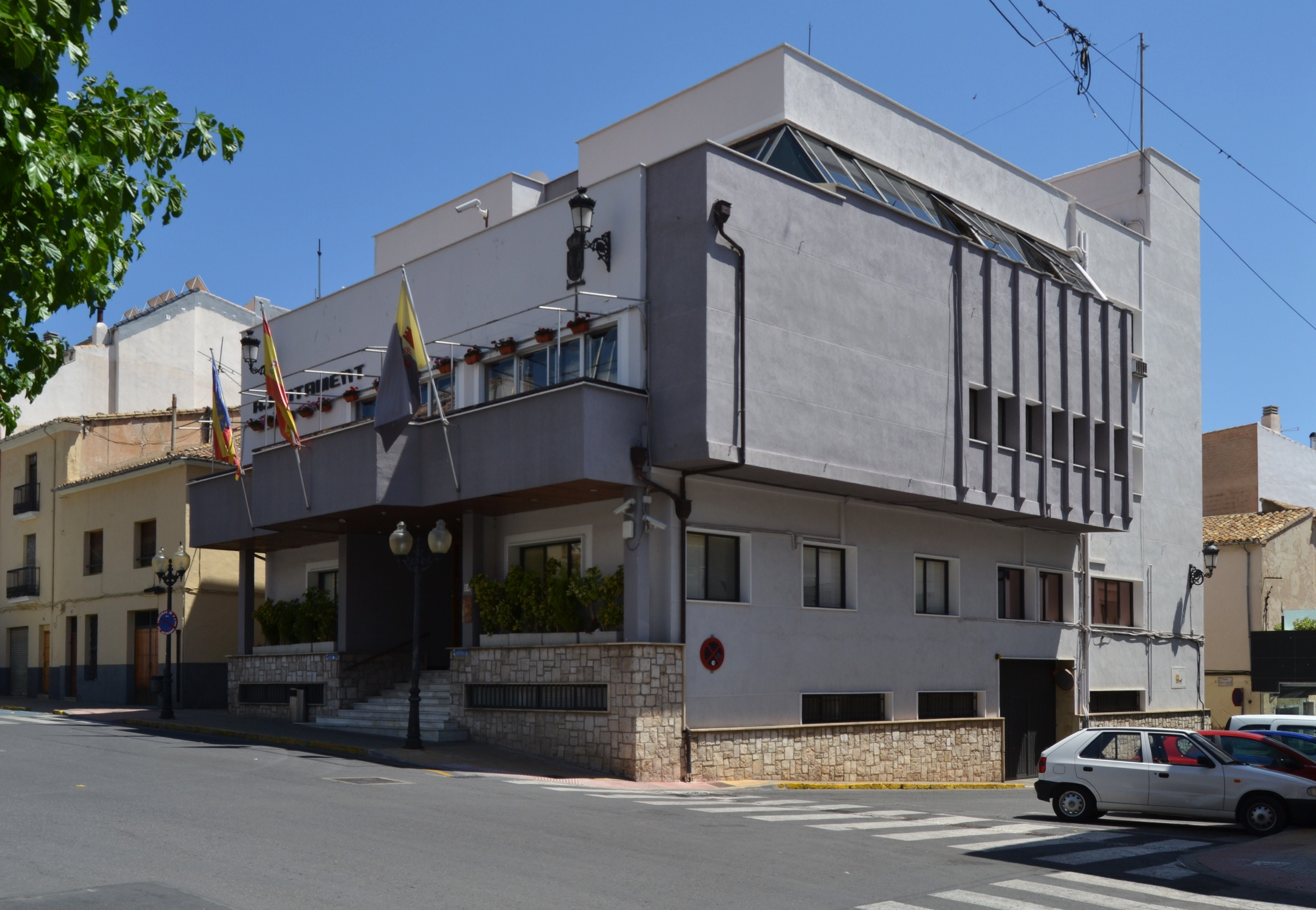
Városháza